# Rosa Kellner
Rosa Kellner (München, 21 januari 1910-13 december 1984, München) was een atleet uit Duitsland.
Kellner nam voor Duitsland in 1928 deel aan de
Olympische Zomerspelen van Amsterdam in 1928
op het onderdeel 4 × 100 meter estafette.
Ze werd derde in de finale.
- Gemeinsame Normdatei: 1077049544
- Virtual International Authority File: 89144648308462151339